# 箕面こどもの森学園
箕面こどもの森学園（みのおこどものもりがくえん）は、大阪府箕面市にあるNPO法人「認定NPO法人コクレオの森」が事業展開する「4つの森」（『こどもの森』、『こそだての森』、『おとなの森』、『ミライの森』）の中の『こどもの森』としての小学部および中学部である。
一条校ではないため、生徒は公立学校に籍をおいたまま登校することになる。
子どもも参画して時間割を作るなど、フレネ教育やイエナプラン教育をベースに、持続可能な未来をつくる教育(ESD)を行っている。

## 歴史
1999年に辻正矩らが「大阪に新しい学校を創る会」を立ち上げ、2004年、箕面市にNPO法人「わくわく子ども学校」により開校、辻が校長となる。
2009年、箕面市小野原に校舎を建て、「箕面こどもの森学園」と呼称を改める。辻が理事長、藤田美保が校長となる。
2015年、1月ESDを推進するユネスコスクールの認証を受ける。4月中学部開設。10月「認定NPO法人」認定。12月中学部用新校舎完成。
2016年、ESD重点校のサステイナブル・スクールに選ばれる。
2019年、6月8日の総会で、NPO法人としての名称を「コクレオの森」に改めることが決まる。これによりNPO法人としての変更登記を行い、認可されれば正式に「認定NPO法人　コクレオの森」となる。なお、学園の名称としてはNPOの名称変更後も「箕面こどもの森学園」のままである。

## 所在地
- 大阪府箕面市小野原西6-15-31